# Louis de Folleville
Louis Jean André de Folleville (Morainville, 12 novembre 1765 – Lisieux, 8 luglio 1842) è stato un politico e magistrato francese.

## Biografia
Louis Jean André de Folleville era figlio di Louis André de Folleville, tenente del reggimento di Tour du Pin, e di sua moglie, Catherine de Larcher de La Prairie.
In gioventù studiò legge e divenne avvocato. Fu consigliere al parlamento della Normandia prima della Rivoluzione francese, e decise di emigrare all'estero durante il periodo del Consolato. Al suo ritorno in Francia, si sposò con Charlotte Aupoix de Mervilly, figlia di un cavalleggero della guardia e vedova di Romain-Guillaume Rondel d'Heudreville. Una loro figlia sposò il noto diplomatico e patriota italo-spagnolo Manuel Marliani. Louis si mantenne in disparte durante il periodo dell'impero napoleonico.
Con la restaurazione borbonica nel 1815 fu designato dal re alla presidenza del collegio elettorale di Lisieux, proprietario del castello di Mervilly, e fu deputato per Calvados dal 1815 al 1821, sedendo nelle file degli ultrarealisti.
Votò tutte le leggi restrittive delle libertà. Nel 1818, si oppose a un emendamento destinato ad obbligare i ministri a rendere conto delle loro spese straordinarie.
Votò per il mantenimento dei diritti d'importazione sul cotone al fine di rendere il prezzo concorrenziale sulle lane francesi. Combatté la petizione presentata dai commercianti di Rouen e sostenuta invece da Jean-Marie Duvergier de Hauranne che puntava alla diminuzione di questi diritti doganali, appoggiando invece quella contraria presentata dai commercianti di Bernay che per l'appunto ne chiedeva un aumento.
Il 1º maggio 1821 divenne cavaliere dell'Ordine della Legion d'onore.
Fu prozio di Daniel de Folleville de Bimorel.